# Constanci I de Constantinoble
Constanci I de Constantinoble (en grec Κωνστάντιος Α') va ser patriarca de Constantinoble de l'any 1830 al 1834.
Ha via nascut a Constantinoble, i va estudiar a Iași i a Kíev. Entre els anys 1805 i 1830 va ser arquebisbe al Monestir de Santa Caterina del Mont Sinaí. Elegit el 1830 patriarca de Constantinoble va dimitir al cap de quatre anys i es va dedicar a escriure i a estudiar fins que va morir l'any 1859.